# Billboard Türkiye
Billboard Türkiye är en turkiskspråkig tidskrift, som utges efter avtal med amerikanska Billboard. 

## Turkiska listor
Sedan starten publicerade Billboard Türkiye tidigare Türkiye Top 20, en officiell turkisk lista för icke-turkiska låtar. "Billboard Radio" sänder listan över frekvensen 87.7 FM i turkisk radio. Billboardlistorna accepterades som Turkiets officiella listor för utländska låtar. Listorna uppdaterades varje måndag på webbplatsen. Från september 2009 publicerades de månatligen.
Billboard publicerar också en turkiskspråkig Top 20-lista, Turkish Rock Top 20 Chart, men bara för rocklåtar.